# Рило-Пиринский партизанский отряд
Рило-Пиринский партизанский отряд (болг. Рило-пирински партизански отряд) — подразделение Народно-освободительной повстанческой армии Болгарии, находившееся в ведении 1-й Софийской повстанческой оперативной зоны. Действовал во время Второй мировой войны в районе Дупницы.

## История
Отряд был образован в начале августа 1944 года после объединения Дупницкого партизанского отряда, Горно-Джумайского партизанского отряда имени Николы Калыпчиева и Разлогского партизанского отряда Николы Парапунова. Численность отряда составляла 350 человек без учёта партизан, находившихся в других районах боевых действий. Командиром отряда был Васил Демиревский, политическим комиссаром — Крыстё Стойчев.
24 августа отряд принял участие в операции партизан в Рильской долине, одной из крупнейших партизанских операций в Болгарии.
С конца месяца частично находился в ведении 4-й Горно-Джумайской повстанческой оперативной зоны.
9 сентября 1944 года отряд участвовал в установлении власти Отечественного фронта в городе Разлог.